# District de Chaumont (Oise)
Pour les articles homonymes, voir District de Chaumont.
4 janvier 1790 – 22 août 1795
(5 ans, 7 mois et 18 jours)
Entités précédentes :
- Généralité de Paris
- Généralité de Rouen

Entités suivantes :
- Arrondissement de Beauvais

Le district de Chaumont est une ancienne division territoriale française du département de l'Oise de 1790 à 1795.

## Composition

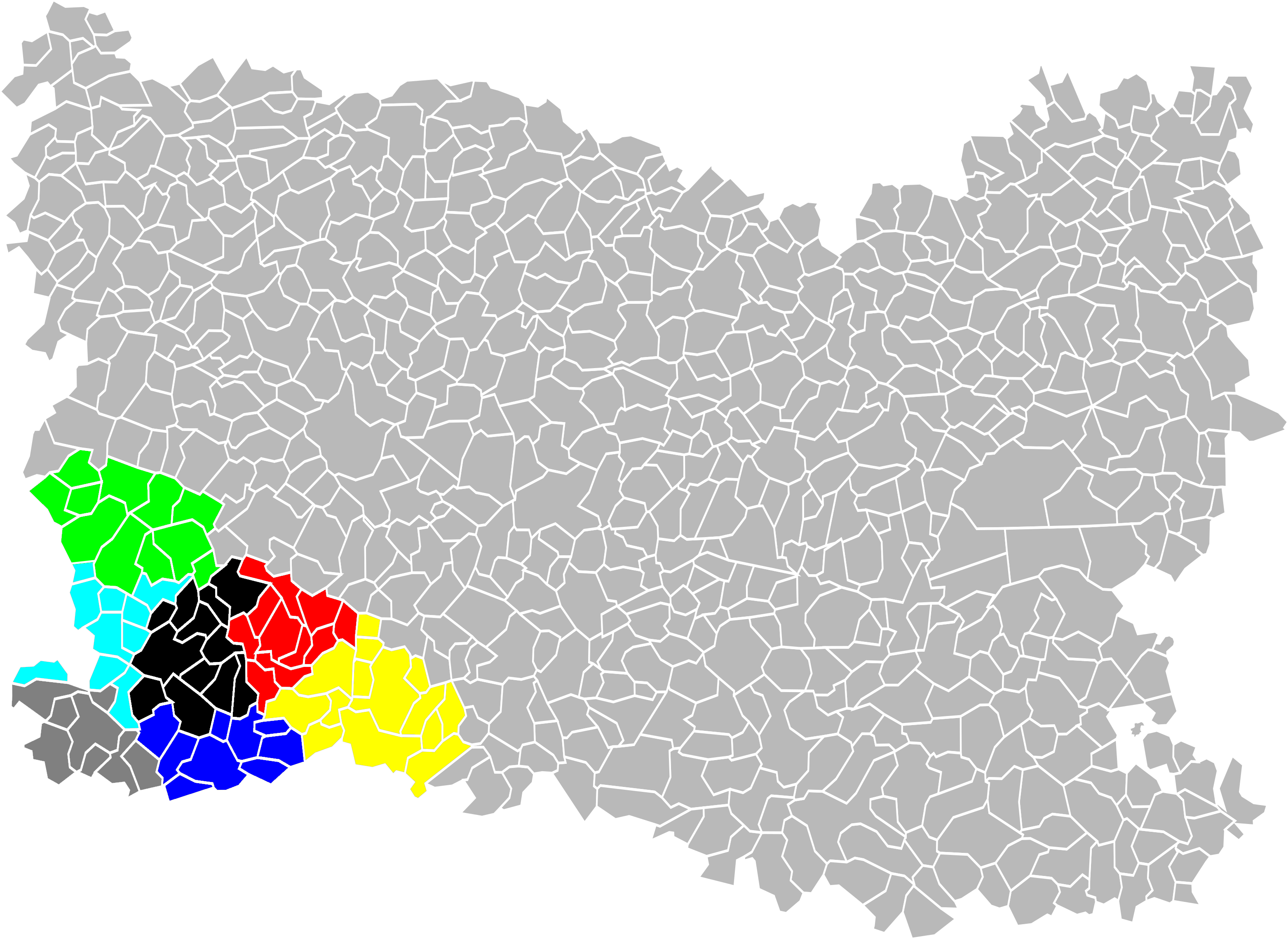
Répartition des cantons au sein du district :
Canton de Chaumont-en-Vexin
Canton de Flavacourt
Canton de Fresneaux-Montchevreuil
Canton de Lavilletertre
Canton de Méru
Canton de Montjavoult
Canton de Trie-Château

Il était composé des cantons de Chaumont-en-Vexin, Flavacourt, Fresneaux-Montchevreuil, Lavilletertre, Méru, Montjavoult et Trie-Château.

### Canton de Chaumont-en-Vexin
| Communes                    | Population (en 1793) | Superficie (en km2) | Canton en 1801    |
| --------------------------- | -------------------- | ------------------- | ----------------- |
| Boissy-le-Bois,             | 226                  | 6,04                | Chaumont-en-Vexin |
| Chaumont-en-Vexin,          | 1 072                | 18,54               | Chaumont-en-Vexin |
| Énencourt-le-Sec,           | 120                  | 5,99                | Chaumont-en-Vexin |
| Fay-les-Étangs,             | 267                  | 8,47                | Chaumont-en-Vexin |
| Fleury                      | 302                  | 6,29                | Chaumont-en-Vexin |
| Hardivillers-en-Vexin,      | 151                  | 4,82                | Chaumont-en-Vexin |
| Jaméricourt,                | 141                  | 4,25                | Chaumont-en-Vexin |
| Jouy-sous-Thelle,           | 734                  | 12,78               | Auneuil           |
| Liancourt-Saint-Pierre,     | 566                  | 12,69               | Chaumont-en-Vexin |
| Loconville,                 | 144                  | 5,53                | Chaumont-en-Vexin |
| Reilly                      | 142                  | 8,32                | Chaumont-en-Vexin |
| Thibivillers,               | 292                  | 6,35                | Chaumont-en-Vexin |
| Canton de Chaumont-en-Vexin | 4 157                | 100,07              |                   |

### Canton de Flavacourt
| Communes                 | Population (en 1793) | Superficie (en km2) | Canton en 1801          |
| ------------------------ | -------------------- | ------------------- | ----------------------- |
| Le Coudray-Saint-Germer, | 471                  | 13,48               | Le Coudray-Saint-Germer |
| Flavacourt               | 813                  | 18,51               | Le Coudray-Saint-Germer |
| Labosse,                 | 844                  | 14,22               | Le Coudray-Saint-Germer |
| Lalande-en-Son,          | 184                  | 5,99                | Le Coudray-Saint-Germer |
| Lalandelle,              | 440                  | 11,23               | Le Coudray-Saint-Germer |
| Porcheux                 | 189                  | 4,71                | Auneuil                 |
| Puiseux-en-Bray,         | 435                  | 8,01                | Le Coudray-Saint-Germer |
| Sérifontaine,            | 562                  | 20,43               | Le Coudray-Saint-Germer |
| Talmontiers,             | 502                  | 9,23                | Le Coudray-Saint-Germer |
| Le Vaumain               | 500                  | 8,10                | Le Coudray-Saint-Germer |
| Le Vauroux,              | 436                  | 9,74                | Le Coudray-Saint-Germer |
| Canton de Flavacourt     | 5 376                | c. 123,65           |                         |

### Canton de Fresneaux-Montchevreuil
| Communes                          | Population (en 1793) | Superficie (en km2) | Canton en 1801    |
| --------------------------------- | -------------------- | ------------------- | ----------------- |
| Bachivillers,                     | 268                  | 5,91                | Chaumont-en-Vexin |
| Beaumont-les-Nonains,             | 455                  | 9,53                | Auneuil           |
| Fresneaux-Montchevreuil,          | 637                  | 11,18               | Méru              |
| Fresne-Léguillon,                 | 445                  | 7,31                | Chaumont-en-Vexin |
| Le Mesnil-Théribus,               | 415                  | 6,61                | Auneuil           |
| Montherlant                       | 142                  | 5,18                | Méru              |
| Pouilly                           | 148                  | 3,81                | Méru              |
| Ressons-l'Abbaye,                 | 90                   | 5,43                | Noailles          |
| Senots,                           | 226                  | 6,25                | Chaumont-en-Vexin |
| Valdampierre,                     | 639                  | 8,67                | Auneuil           |
| Canton de Fresneaux-Montchevreuil | 3 465                | 69,88               |                   |

### Canton de Lavilletertre
| Communes                | Population (en 1793) | Superficie (en km2) | Canton en 1801    |
| ----------------------- | -------------------- | ------------------- | ----------------- |
| Boubiers                | 305                  | 10,35               | Chaumont-en-Vexin |
| Bouconvillers,          | 185                  | 4,79                | Chaumont-en-Vexin |
| Chavençon               | 182                  | 5,76                | Méru              |
| Lavilletertre,          | 376                  | 16,22               | Chaumont-en-Vexin |
| Lierville               | 295                  | 7,75                | Chaumont-en-Vexin |
| Monneville,             | 526                  | 9,19                | Chaumont-en-Vexin |
| Monts,                  | 145                  | 3,67                | Méru              |
| Neuville-Bosc,          | 487                  | 8,89                | Méru              |
| Saint-Cyr-sur-Chars,    | 53                   | —                   | Chaumont-en-Vexin |
| Tourly                  | 135                  | 3,32                | Chaumont-en-Vexin |
| Canton de Lavilletertre | 2 689                | 69,94               |                   |

### Canton de Méru
| Communes                  | Population (en 1793) | Superficie (en km2) | Canton en 1801 |
| ------------------------- | -------------------- | ------------------- | -------------- |
| Amblainville              | 764                  | 20,98               | Méru           |
| Andeville                 | 675                  | 4,17                | Méru           |
| Anserville,               | 352                  | 6,81                | Méru           |
| Bornel,                   | 550                  | 12,48               | Méru           |
| Corbeil-Cerf              | 280                  | 3,95                | Méru           |
| Le Déluge,                | 451                  | 3,69                | Méru           |
| Esches                    | 240                  | 7,69                | Méru           |
| Fosseuse                  | 140                  | 4,44                | Méru           |
| Hénonville                | 463                  | 6,84                | Méru           |
| Ivry-le-Temple,           | 385                  | 12,47               | Méru           |
| Lardières,                | 216                  | —                   | Méru           |
| Lormaison                 | 361                  | 4,98                | Méru           |
| Méru,                     | 1 725                | 22,83               | Méru           |
| Saint-Crépin-Ibouvillers, | 700                  | 14,43               | Méru           |
| Villeneuve-les-Sablons,   | 411                  | 4,43                | Méru           |
| Canton de Méru            | 7 713                | 130,19              |                |

### Canton de Montjavoult
| Communes                    | Population (en 1793) | Superficie (en km2) | Canton en 1801    |
| --------------------------- | -------------------- | ------------------- | ----------------- |
| Boury-en-Vexin,             | 387                  | 11,09               | Chaumont-en-Vexin |
| Hadancourt-le-Haut-Clocher, | 258                  | 8,67                | Chaumont-en-Vexin |
| Lattainville                | 88                   | 3,44                | Chaumont-en-Vexin |
| Levemont,                   | 85                   | —                   | Chaumont-en-Vexin |
| Montagny-en-Vexin,          | 158                  | 4,18                | Chaumont-en-Vexin |
| Montjavoult                 | 650                  | 16,73               | Chaumont-en-Vexin |
| Parnes                      | 406                  | 12,43               | Chaumont-en-Vexin |
| Serans                      | 366                  | 8,79                | Chaumont-en-Vexin |
| Vaudancourt                 | 264                  | 4,67                | Chaumont-en-Vexin |
| Canton de Montjavoult       | 2 662                | 70,00               |                   |

### Canton de Trie-Château
| Communes               | Population (en 1793) | Superficie (en km2) | Canton en 1801          |
| ---------------------- | -------------------- | ------------------- | ----------------------- |
| Beausseré,             | 52                   | —                   | Chaumont-en-Vexin       |
| Boutencourt,           | 309                  | 7,51                | Le Coudray-Saint-Germer |
| Chambors               | 287                  | 6,65                | Chaumont-en-Vexin       |
| Courcelles-lès-Gisors, | 241                  | 6,92                | Chaumont-en-Vexin       |
| Delincourt             | 488                  | 8,05                | Chaumont-en-Vexin       |
| Droitecourt,           | 28                   | —                   | Le Coudray-Saint-Germer |
| Énencourt-Léage,       | 120                  | 4,46                | Le Coudray-Saint-Germer |
| Éragny-sur-Epte,       | 226                  | 8,53                | Le Coudray-Saint-Germer |
| Trie-Château,          | 866                  | 13,84               | Chaumont-en-Vexin       |
| Villers-sur-Trie,      | 197                  | 4,05                | Le Coudray-Saint-Germer |
| Canton de Trie-Château | 2 814                | c. 60,01            |                         |